# Épreuve d'artiste
Épreuve d'artiste (E.A.) är franska och betyder artistprov, eller fritt översatt konstnärens exemplar. Artistprov är de första avtrycken från en graverad eller etsad plåt. Det skrivs ofta på litografiska verk som ligger utanför själva serien. De utgör de exemplar som artisten velat behålla.